# Programme de développement rural hexagonal
 (juin 2016).
Si vous disposez d'ouvrages ou d'articles de référence ou si vous connaissez des sites web de qualité traitant du thème abordé ici, merci de compléter l'article en donnant les références utiles à sa vérifiabilité et en les liant à la section « Notes et références ».
Le programme de développement rural hexagonal (ou PDRH) est un document de planification et de soutien au développement durable des zones rurales, valable en France pour le territoire métropolitain hors Corse.
Dans le but de compenser une répartition inégales en ressources naturelles (eau, sols arables), il institue un droit — à certaines conditions — à des indemnités compensatoires des handicaps naturels, du soutien à l’installation en agriculture (dotation jeune agriculteur et prêts bonifiés), de la poursuite des aides à la reconstitution des forêts après tempêtes (plan chablis), des aides visant à l’amélioration de la valeur économique des forêts ainsi que de la desserte en forêt pour la mobilisation de la ressource en bois.
Il a aussi intégré deux mesures de soutien à une agriculture respectueuses de l’environnement (mesures agroenvironnementales) : 
1. la prime herbagère agro-environnementale ;
2. la mesure agroenvironnementale en faveur de la diversification des cultures dans l’assolement (MAE rotationnelle).

## Contenu
Le PDRH contient :
- un « socle commun » applicable dans les 21 régions (dont certaines vont ensuite fusionner) ; ce sont des mesures « qui pour des raisons d’équité et de solidarité nécessitent un traitement identique sur l’ensemble du territoire du programme ».
- des volets régionaux spécifiques (confiés aux préfets de région qui définissent dans ce cadre un programme d'actions régionales visant à soutenir l'économie locale par un meilleur accès à la formation, aux transferts de connaissances et à l’innovation et à diverses mesures d'« accompagnement à la restructuration et à la modernisation (plan bâtiments, IAA, industries du bois, infrastructures agricoles, qualité et promotion des produits) » ; ou « visant à préserver l’état des ressources naturelles sur des zones ciblées et autour d’enjeux prioritaires (mesures agroenvironnementales territorialisées, soutien à l’agriculture biologique, prévention des feux de forêt) ». Au delà de l'agriculture, il s'agit aussi d'améliorer l’emploi, l’attractivité résidentielle, la valorisation du patrimoine rural, notamment en soutenant les projets de territoire (axe 3 du PDRH). Le volet régional est dénommé « Document régional de Développement Rural » (DRDR) et a été élaboré avec l’ensemble des partenaires régionaux. C'est le document de référence pour la mise en œuvre des aides du développement rural en région.

## Budget
Pour la période 2007-2013, le budget s'élève à 6,8 milliards d’euros de crédits européens provenant du Fonds européen agricole pour le développement rural (FEADER), géré par le ministère de l'Agriculture avec l'agence de services et de paiement (ASP) comme organisme payeur.

## Histoire
Il y a eu 9 PDRH (version 9 validée le 1er août 2014), qui ont fait l'objet d'une évaluation « ex ante », la version 8 l'ayant été le 14 mars 2014. 
Il a fait l'objet d'une consultation publique en 2006 (du 1er août au 15 septembre 2006).  